# Thereza speciosa
Thereza speciosa is een hooiwagen uit de familie Gonyleptidae.